# شاهين بربري
الشاهين المغربي أو الشاهين البربري (الاسم العلمي: Falco peregrinus pelegrinoides) هو شاهين متوسط الحجم يقارب في حجمه حجم الغراب. ويعتبر هذا الطائر في الأساس من الطيور الجوارح المستقرة رغم انه يهاجر لمسافات قصيرة بشكل غير منتظم، ويتميز الشاهين المغربي بقوة كبيرة تتضح من خلال طيرانه السريع، وهو سلالة من سلالات الشاهين.

## الوصف

### المسكن الطبيعي
الشاهين المغربي هو طائر يستوطن التلال الصخرية والوديان والجبال في المناطق شبه الصحراوية والتلال القاحلة المكشوفة. فأنثاه عادة ما تضع بيوضها في أعشاش على حافة الجرف في المنحدرات التي تغطيها الخضرة.و غالباً ما يتم أستعمال نفس العش لعدة سنوات كما أنه قد يستعمل أعشاش الطيور الأخرى، وتضع الأنثى من 2 إلى 5 بيضات ومدة الحضانة عند هذا النوع حوالي 30 يوم.

### الطول
يتراوح طوله بين 33 إلى 39 سم وباع جناحيه بين 76 إلى 98 سم. وتكون أنثاه أكبر من الذكر.

### الوزن
ويبلغ وزن الذكر من 285 إلى 310 غرام ووزن الأنثى من 315 إلى 348 غرام، وهو مشابه لقريبه الشاهين في الهيكل العام.

### المظهر
القسم العلوي من جسم الشاهين المغربي البالغ من هذا النوع يكون رمادي ضارب إلى الأزرق ولكنه ابهت في لونه من الشاهين، وغالباً ما يكون القسم السفلي مخطط ولونه أصفر ضارب إلى البرتقالي (بيج) ممسوح، في حين أن الأنواع الأكبر جحماً يكون لون خلفيتها أبيض. أما مؤخرة عنقه (قفا العنق) فهو أَصْهَب، ولكن لا يمكن رؤية ذلك بسهولة.
كلا الجنسيين متشابهين عند هذا النوع من الشواهين، بغض النظر عن الحجم، ولكن الصغار يكون القسم العلوي منها بني اللون والسفلي يكون مُعَرِّق (مُجَزع). ولكن هذا التَعْريق (التَجْزيع) يكون أخف مما هو عليه في صغار الشاهين.

معرض  صور صقر شاهين بربري
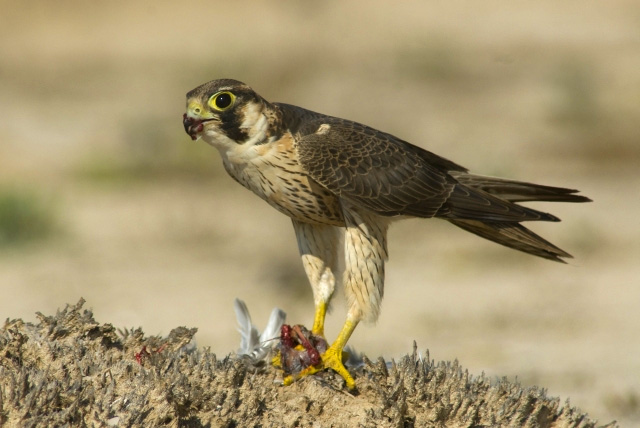
1
2

- 1: شاهين بربري يمسك بفريسته ويتغذى عليها، وَيظهر الرّيش وَالدماء حول قدميه وَفمه، مما يشير إلى نجاحه في الصيد.
- 2: تصميم شاهين بربري على الجهة الخلفية للقطعة النقدية المعدنية 10 دنانير جزائرية.

### الصوت
وصيحة هذا الصقر هي «رِكْ-رِكْ-رِكْ» بصوت عالى الحدة.

### التغدية
يتغدى الشاهين بالأساس على الطيورالصغيرة والقوارض وفي بعض الأحيان على الحشرات والزواحف.

### الفرق بين الصقر الوكري
كما يحمل الشاهين المغربي بعض التشابه مع الصقر الوكري، ولكن يمكن تمييزه عن ذلك النوع أثناء السكون عن طريق أنماط الرأس، وأثناء الطيران، من خلال التناسب الحجم، وأسلوب الطيران والأنماط أسفل الجناح.

## الانتشار
يستوطن الشاهين المغربي الأجزاء الشمالية والشرقية من أفريقيا ( الجزائر، و مصر، و إرتريا، و المغرب، و النيجر، و السودان، و الصومال، و تونس). وهو أيضاً شائع في الشرق الأوسط وآسيا الوسطى وجنوب آسيا، لا سيما في  أفغانستان، و الصين، و الهند، و إيران، و اليمن، و العراق، و فلسطين، و الأردن، و كازاخستان، و الكويت، و قرغيزستان، و ليبيا، و عُمان، و السعودية، و سوريا، و طاجيكستان، و تركمانستان، و الإمارات العربية المتحدة و أوزبكستان. وهو جَوّابُ للآفَاق في  بوركينا فاسو، و الكاميرون، و جيبوتي، و اليونان، و إيطاليا، و كينيا، و لبنان، و مالي، و مالطا، و نيبال، و البرتغال، و قطر، و السنغال و تركيا.

## التصنيف الحيوي
يختلف الشاهين المغربي في المظهر عن الشاهين وفقاً لقاعدة غلوغر. المسافة الجينية (الوراثية) بين النوعين طفيفه والنوعان يشكلان نسيج متماسك وإلى حد ما يشكلان مجموعة شبه موحدة السلف في تحليلات تسلسل الحمض النووي. ولكنهما يختلفان أكثر في السلوك والبيئة وعلم التشريح من المعتاد في الكائنات المُناوِعة. ومع ذلك، يقدر النوعان على إنتاج سلالات هجينة خصبة، ولكن النوعان يكونا في العادة معزولا المنشأ ويتوجدان معاً فقط أثناء موسم التكاثر في مناطق قليلة مثل المغرب العربي، ومنطقة البنجاب، خراسان، وربما ألتاي المنغولية، وهناك أدلة واضحه على أن التزاوج يكون متجانساً في العادة، وبالكاد يحدث أي تهجين بين النوعين في ظل الظروف الطبيعية. باختصار، على الرغم من أنهما يسنوطنان مناطق متجاورة، لكنهما يتكاثران في أوقات مختلفة من السنة، والشواهين البربري فعلياً لا تتكاثر أبداً مع الشواهين في الطبيعة.
وبافتراض مسافة وراثية (جينية) تصل إلى 2٪ في جُنيس hierofalcons أو الصقور المقدسة  تتوافق مع تباعد وراثى حدث منذ ما يقرب من 200,000-130,000 سنة، فان المسافة الجينية التي تصل إلى 0٫6٪ - 0٫7٪ في مجموعة الشاهين المغربي («أشباه الشواهين»)  توحى بأن أصنافها الحالية تطورت في أواخر البليستوسين منذ حوالي 100٬000 سنة أو أقل، ولكن قبل العصر الحجري القديم العلوى. الوقت المقدر للتباعد الوراثى بين الشواهين البربرية يتزامن تقريباً مع بداية العصر الجليدي الأخير، عندما كان التصحر ضارباً في شمال أفريقيا والشرق الأوسط، وأصبح الخليج العربي بحراً داخلياً غير ساحلي يجف ببطء. وإما أن تكون التجمعات من «أشباه الشواهين» الأسلاف التي عاشت في مواطن قريبه من حافة الحزام الصحراوى الأفريقي والشرق أوسطي فد تكييفت (وربما تكون قد عزلت مثلاً في منطقة الخليج العربي، والذي تحول إلى مسكن طبيعي شبه قاحل تحيط به الصحاري الشاسعة)، أو رحلت لموطن أفضل، أو إنقرضت. ومع انحسار الصحاري خلال قترات ما بين الأطوار تتمكن التجمعات التي استوطنت الأراضي القاحلة وتلك التي استوطنت الأراضي الرطبة أن تتوسع في مواطنها لتعاود الاتصال ببعضها مرة أخرى، مما تسبب في بعض التدفق الجيني المحدود فيما بينها. هذا السيناريو بشكل عام يوازى التاريخ التطوري المقترح للصقر الحر Saker Falcon بالنسبة للصقور المقدسة hierofalcons الأخرى، ففي الواقع تلك المجموعة (الصقور المقدسة) تظهر أنماطاً متماثلة من خصائص شبه أحادية السلف على المستوى الجزيئي على الرغم من أنها ترجع إلى أصول عتيقه حداً ما.
السجل الأحفوري يضيف شيئا يذكر لهذه القضية. فقد تم تحديد عظمة عضد ترجع لحوالى 9٬000 سنة (أي بعد العصر الجليدي الأخير) في منطقة أسوان ب السودان- حيث توجد سلالة الشاهين الصغير Falco peregrinus minor اليوم- ووجد أنها تنتمي إلى نوع الشاهين. الشاهين المغربي هو واحد من الحالات النادرة التي قد يمكن جدلاً اعتبارها «نوع بيولوجي» بذاته في إطار مفهوم التصنيف البيولوجي للنوع كما هو معتاد، ولكنه بالتأكيد لا يسرى في إطار مفهوم النوع المتعلق بعلم تطور السلالات (النشوء والتطور). فهذة الحالة توضح أن ما يصنع «النوع» ليست فقط السلالة، ولكن أيضاً ما يحدث للتجمعات الحيوانية في مجرى التطور، وكيف تتكيف تلك التجمعات، وكيف يمكن أن يؤثر هذا من حدوث عزلة إنجابية (أو عدمه) مع الأصناف الشقيقة.

## وصلات خارجية
- السيرة الذاتية للطيور